# Calydorea
Calydorea Herb. – rodzaj roślin należący do rodziny kosaćcowatych (Iridaceae), obejmujący 21 gatunków występujących w Ameryce Południowej.

## Morfologia i genetyka

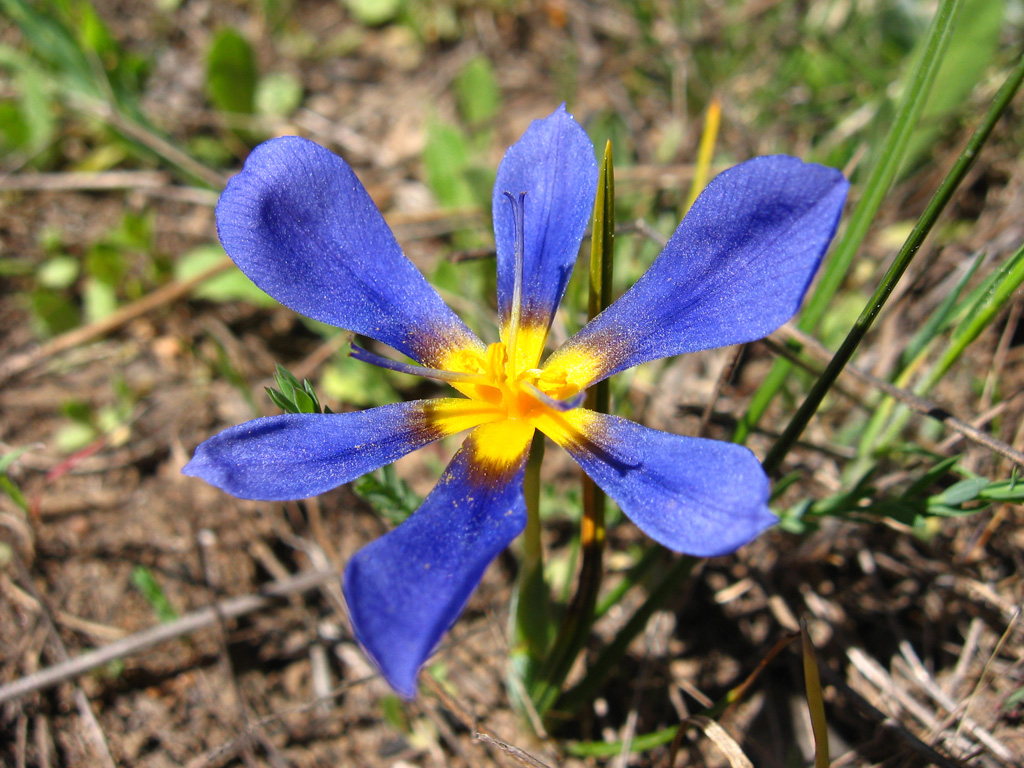
Kwiat C. xiphioides

PokrójMałe wieloletnie rośliny zielne z podziemnymi cebulami pokrytymi ciemnobrązową, papierowatą tuniką i prostym lub rozgałęzionym pędem kwiatonośnym.
LiścieNieliczne, równowąskie do lancetowatych, z równoległymi fałdami. W czasie kwitnienia bezlistne.
KwiatyBladoniebieskie do ciemnoniebieskich i fioletowych z żółtymi plamkami. Listki okwiatu wolne, rozpostarte niemal od nasady, często krótko pazurkowato zakończone, niemal równe lub te w wewnętrznym okółku trochę mniejsze. Nitki pręcików wolne. Szyjka słupka rozwidlona na 3 krótkie do długich, nitkowate łatki, niekiedy rozszerzone między pręcikami lub szeroko klapowane.
OwoceKuliste do odwrotniejajowatych, ucięte torebki zawierające kanciaste nasiona.
GenetykaLiczba chromosomów 2n = 14 (x=7), niektóre gatunki są poliploidalne, np. C. azurea i C. pallens  2n = 4x = 28, C. xiphioides 2n = 6x = 42.

## Systematyka
Rodzaj z plemienia Tigridieae, z podrodziny Iridoideae z rodziny kosaćcowatych (Iridaceae).
Wykaz gatunków
- Calydorea alba Roitman & A.Castillo
- Calydorea amabilis (Ravenna) Goldblatt & Henrich
- Calydorea approximata R.C.Foster
- Calydorea azurea Klatt
- Calydorea basaltica Ravenna
- Calydorea bifida Ravenna
- Calydorea campestris (Klatt) Baker
- Calydorea charruana Deble
- Calydorea cipuroides Klatt
- Calydorea crocoides Ravenna
- Calydorea gardneri Baker
- Calydorea longipes Ravenna
- Calydorea luteola (Klatt) Baker
- Calydorea minima Roitman & J.A.Castillo
- Calydorea minuana Deble & F.S.Alves
- Calydorea nuda (Herb.) Baker
- Calydorea pallens Griseb.
- Calydorea riograndensis Deble
- Calydorea undulata Ravenna
- Calydorea venezolensis (Ravenna) Goldblatt & Henrich
- Calydorea xyphioides (Poepp.) Espinosa

## Nazewnictwo
Etymologia nazwy naukowejNazwa naukowa rodzaju pochodzi od greckich słów καλός (kalos – dobry, ładny) i δωρεά (dorea – prezent, dar).
Synonimy taksonomiczne
- Botherbe Steud. ex Klatt
- Catila Ravenna
- Itysa Ravenna
- Roterbe Klatt
- Tamia Ravenna